# Charly (przedsiębiorstwo)
Charly – meksykańskie przedsiębiorstwo produkujące obuwie, odzież i akcesoria sportowe, założone w 1950 roku w mieście León (Guanajuato).
Tradycja przedsiębiorstwa sięga 1950 roku, kiedy to w mieście León powstała firma Campanita produkująca obuwie dziecięce. W 1977 roku zmieniła nazwę na Charly i skoncentrowała się na produkcji i sprzedaży odzieży sportowej. W 2010 roku Charly został oficjalnym i wyłącznym dystrybutorem marki Skechers w Meksyku.
W 2014 roku firma za pośrednictwem marki Charly Fútbol rozpoczęła działalność w obszarze piłki nożnej. W 2015 roku posiadała 63 sklepy stacjonarne na terenie całego Meksyku, zaś w 2023 roku już ponad 150.
Charly produkował również stroje dla fikcyjnego klubu piłkarskiego Cuervos FC, wokół którego toczy się akcja serialu Klub Cuervos, wyprodukowanego przez platformę Netflix.

## Kluby

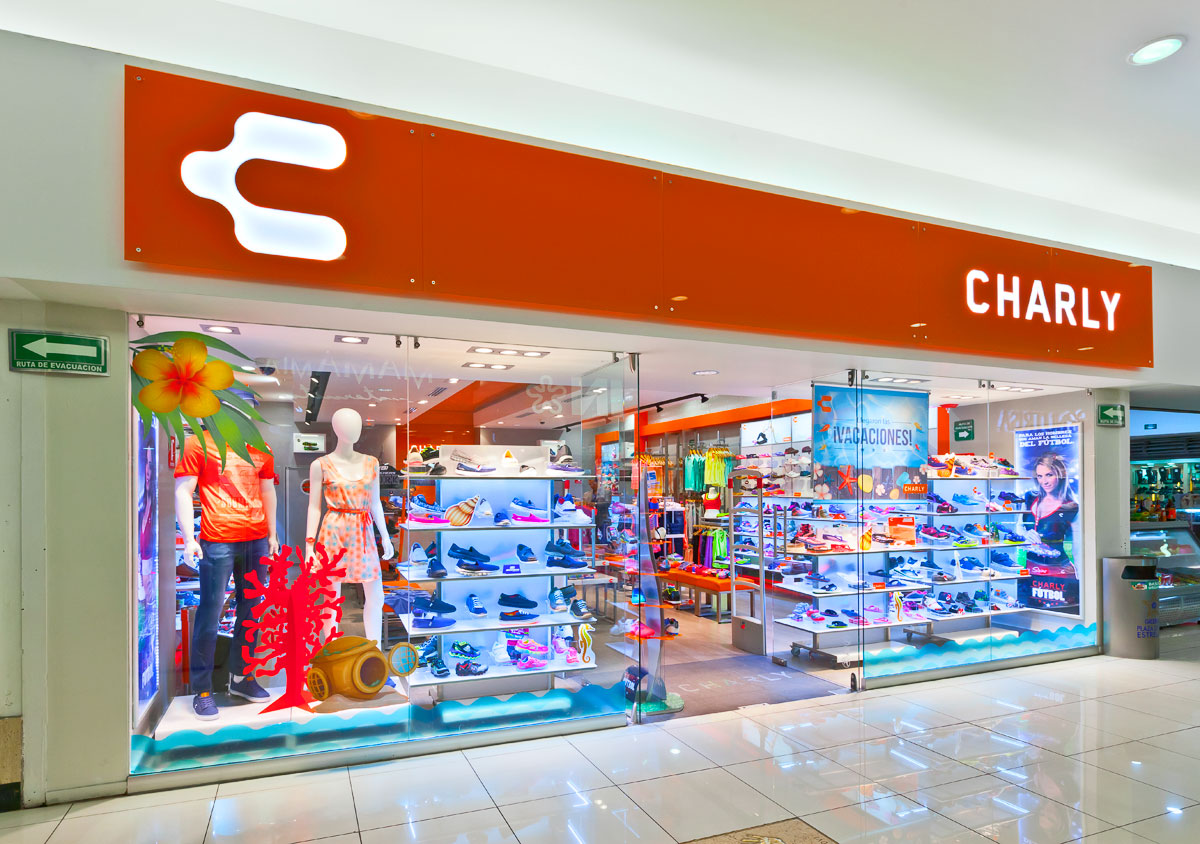
Sklep Charly w galerii handlowej w Meksyku

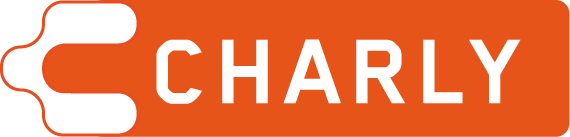
Alternatywna wersja logo

### Aktualne
- Dorados de Sinaloa (od 2015)[4]
- Club Tijuana (od 2017)[6]
- Santos Laguna (od 2018)[7]
- CF Pachuca (od 2018)[8]
- Querétaro FC (od 2020)[9]
- Atlas FC (od 2020)[10]
- Club León (od 2021)[11]
- Everton Viña del Mar (od 2020)[12]
- San Diego Loyal SC (od 2022)[5]

### Byłe
- Atlético San Luis (2014–2016)[13]
- Tiburones Rojos de Veracruz (2015–2019)[14]
- Club Puebla (2015–2018)[15]
- Chiapas FC (2016–2017)[16]
- Club Universidad de Guadalajara (2016–2018)[17]
- Club Necaxa (2017–2020)[18]
- Tampico Madero FC (2017–2022)[19]
- drużyna gwiazd Ligi MX (2021–2022)[20]